# Jan Willem Achterkamp

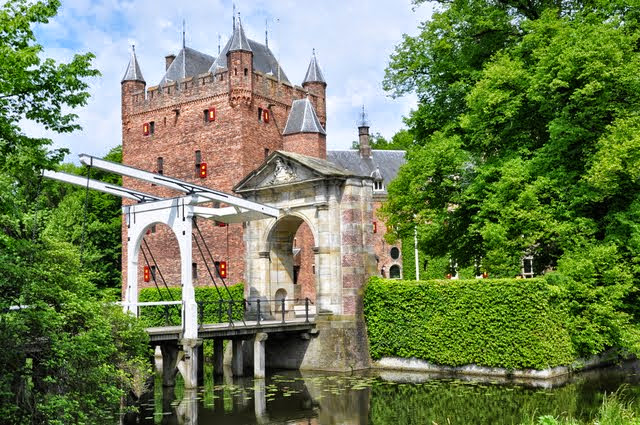
Schloss Nyenrode

Jan Willem Achterkamp (* 1953 in Apeldoorn, Provinz Gelderland, Niederlande) ist ein niederländischer Carilloneur, Komponist, Gesangspädagoge, Chorleiter und Organist.

## Leben

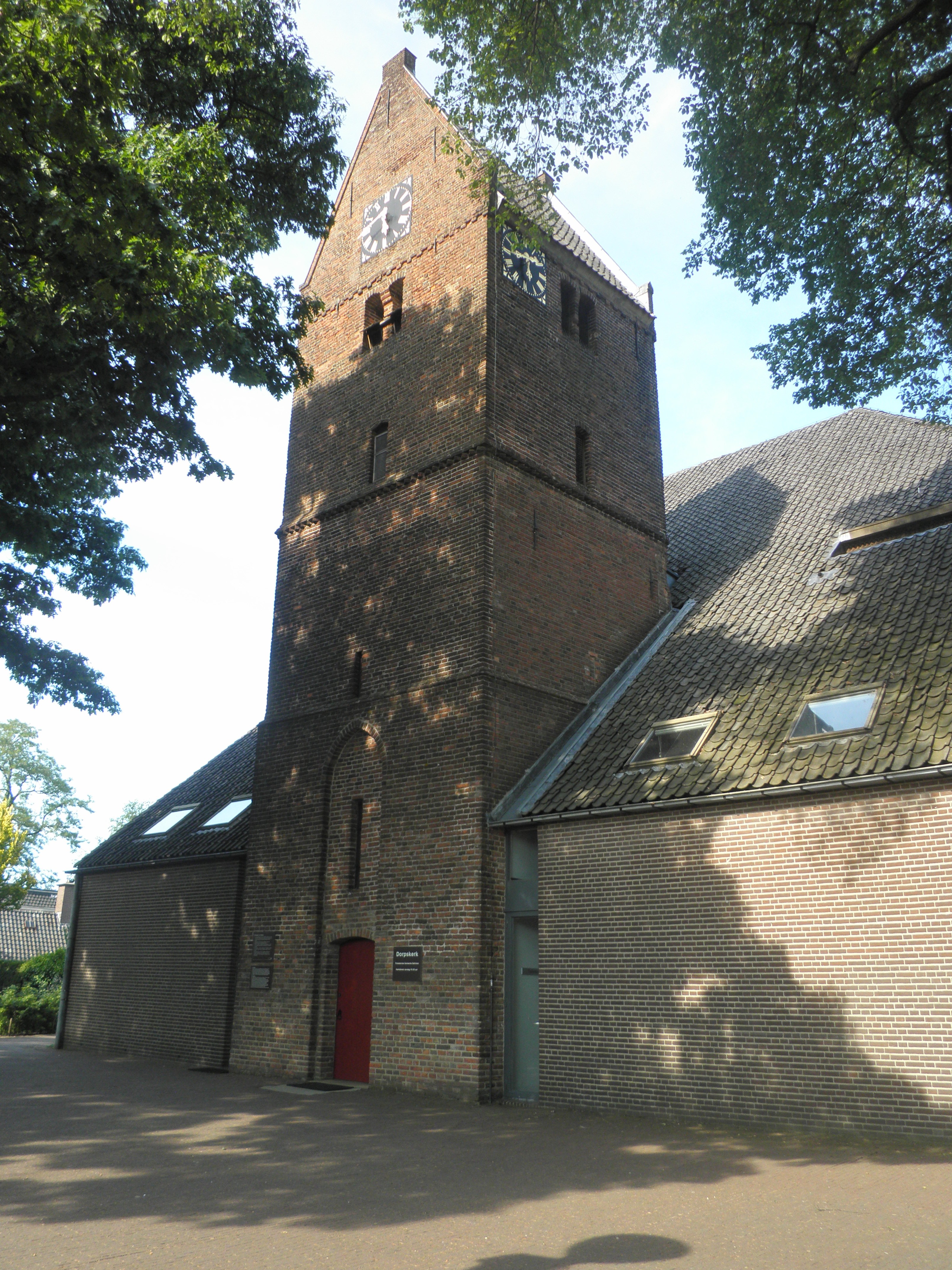
Kirchturm Bathmen

### Frühes Leben und Ausbildung
Jan Willem Achterkamp studierte Sologesang und Schulmusik am Sweelinck Conservatorium in Amsterdam. An der niederländischen Carillonschule nahm er Unterricht bei Arie Abbenes (* 1944) und erhielt 2005 das Diplom Bachelor of Carillon.

### Berufliche Laufbahn
Von 1983 bis 2012 arbeitete er als Gesangspädagoge und unterrichtete Musiktheorie am Zentrum für Musik und Tanz in Deventer. Bei den Hugo-Distler-Tagen 1992 in Utrecht war er Dozent. Für den niederländischen Rundfunksender IKON (Interkerkelijke Omroep Nederland) gestaltete er eine Reihe über die musikalischen Aspekte bei Dietrich Bonhoeffer.
1996/97 belegte er am Sweelinck Conservatorium einen Kompositionskurs bei Daan Manneke, dem regelmäßig privater Unterricht folgte. 1997 wurde seine erste Komposition, Cantus Terstegen, in der Annakirche in Aachen uraufgeführt. Privaten Orgelunterricht nahm er bei Bert Matter (* 1937). Unterricht in Improvisation erhielt er bei Henk W.Luymes.
Er war von September 2008 bis 1. Januar 2020 Carilloneur in Bathmen. Nachdem Achterkamp sich um die Restaurierung des Carillons im Schloss Nyenrode in Breukelen, dem Sitz der der Wirtschaftsuniversität Nyenrode verdient gemacht hatte, wurde er am 1. Oktober 2011 zum Carilloneur der Universität ernannt. Am 1. August wurde er zum Carilloneur der Stadt Deventer ernannt. Auch diese Stelle hatte er bis zum Ruhestand am 1. Januar 2020 inne. Seit 2007 spielte er den Carillon in Dinxperlo. Seit 1. September 2019 ist Achterkamp Carilloneur an der Grote- oder St. Maartenskerk in Epe.
Er leitete den Chor der Broederenkerk in Deventer und gründete und leitete die Distler Cantorij in Apeldoorn.

## Werke und Publikationen (Auswahl)

### Vokalwerke
- Ich brach drei dürre Reiselein.Text: Heinz Grunow (1898–), für Gesang und Klavier
- Cantus Tersteegen für Chor und Orgel, Uraufführung in der Annakirche in Aachen, 1997. Das Werk entstand zum dreihundertsten Geburtstag von Gerhard Tersteegen.[2]
- Missa Sancti Lebuini, 2008
- Magnificat für Frauenchor, 2010
- Geestelijke Koormuziek. [Geistliche Chormusik]
  - Teil 1 Psalmen und Motetten.
    - Psalmen
      - Psalm 18: Hoezeer heb ik u lief.
      - Psalm 100: Juicht den Heer, heel de aarde.
      - Psalm 123: C’est vers toi que j' élève les yeux.
      - Psalm 123: Ik hef mijn ogen op tot u.
      - Psalm 130: Uit afgronden roep ik u Heer.
      - Psalm 139: Waarheen zou ik gaan voor uw geest.

    - Ordinarium
      - Kyrie
      - Agnus Dei

    - Motetten
      - Dichtbij en ver
      - Zalig de barmhartigen
      - Da pacem Domine (Orgel)
      - Da pacem Domine (Chor)

  - Geestelijke Koormuziek. Teil 2 (Chor)lieder und Bearbeitungen
    - Akklamationen
      - Dona nobis pacem
      - U komt de lof toe
      - Luister, luister naar ons bidden
      - Wij danken u

    - Liedbearbeitungen
      - De aarde is vervuld
      - De maan is opgekomen

    - Eigene Melodien
      - Drei Lieder nach Texten von Jochen Klepper
        - Weihnachtslied im Kriege
        - Die Nacht ist vorgedrungen
        - Abendlied

    - Bearbeitungen
      - All my hope on God is founded
      - Von guten Mächten, Text: Dietrich Bonhoeffer
      - Ich brach drei dürre Reiselein, Text: Heinz Grünow
      - Ik kniel aan uwe kribbe neer, Text: Paul Gerhardt / J. Wit
      - Verder dan mijn ogen reiken
      - Geheim
      - Liefde is blij zijn. Text: Hanna Lam
      - De avond komt. Text: Gerhard Tersteegen
- Fünf frühe Chorwerke
  - Ach bitt’rer Winter
  - So ben mi ch’a bon tempo
  - Ave Maria
  - The Lord’s prayer
  - Dichtbij en ver, Text: Huub Oosterhuis
- Waar zal uw schat zijn, Text: Willem Barnard, 2017

### Orgelwerke
- Fantasia super ut, re, sol. 1996, Amstelveen, veröffentlicht in der Edition Annie Bank,  in memoriam Manfred Kluge komponiert, Bert Matter gewidmet. Die Uraufführung fand 1998 durch Bert Matter an der Orgel der Walburgiskerk in Zutphen statt und wurde von Nederlandse Christelijke Radio Vereniging gesendet.[2][4] OCLC 71790771
- Adagio für Orgel, Toon Hagen gewidmet, 1997
- Crucifixus etiam pro nobis, Choräle für die Passionszeit, 2000
- Es ist das Unheil kommen her, 2001
- Da pacem domine, Ton Zwartkruis gewidmet
- Aria per Organo, 2012
- Descendit de Coelo. Choräle für die Weihnachtszeit
- Petite suite pour orgue. 2016
- Ei, du feiner Reiter, 2017

### Klavierwerke
- Zehn Miniaturen, Teil 1, 1982
- Meditation, 2007
- Zehn Miniaturen, Teil 2, 2010
- Klavierbuch (auch für Cembalo, teilweise für Orgel), 1982
- Verten, 2014

### Werke für Carillon

#### Originalwerke
- Adagio, Roel Smit gewidmet, 2006
- Nijenrodesuite Nr. 1, 2007
- SWLink, 2008
- Frankenfantasie, 2008
- Nijenrodesuite Nr. 2, 2010
- Nyenrodesuite Nr. 3, 2011/12
- Pentameter, 2013
- Nyenrodesuite Nr. 4, 2014
- Nyenrodesuite Nr. 5, 2015.
- Nyenrodesuite Nr. 6, 2017.
- Cinq pièces pour carillon [Fünf Stücke für Carillon], in: Bathmens beiaard boek, Teil 3
- Petite valse
- Danse paysanne et Allegretto
- La mélodie passagère
- Chevalier
- Allez!

#### Sammelbände
- Ab 2011 veröffentlichte Achterkamp eine dreibändige Sammlung von Musikstücken für Carillon OCLC 930697786
  - Teil 1: Rondom Bach in Bathmen. OCLC 930698133OCLC 710983317
  - Teil 2: Romantiek in Bathmen. Stichting Bathmense Beiaard, Bathmen, 2013 OCLC 931083236
  - Teil 3: Composities en arrangementen. [Kompositionen und Arrangements]
- The Nyenrode carillonbook. Enthält die Nyenrode-Suiten Nr. 1 bis 6. 
  - Teil 1. Nyenrode Business Universiteit, Breukelen, 2015 OCLC 1011670769
  - Teil 2. Nyenrode Business Universiteit, Breukelen, 2015 OCLC 1023599669
- Dinxperlo's Beiaardboek [Carillonbuch]. Gemeente Aalten, Aalten 2015. Enthält Volkslieder und 4 Stücke aus dem Album für die Jugend von Robert Schumann, arrangiert für Carillon. OCLC 969674665
- Deventer beiaardboek, 2018. Enthält Kompositionen und Arrangements für Carillon von Jan Willem Achterkamp. OCLC 1091191149

### Werke für Flöte
- Sibiu, für Querflöte und Klavier
- Aria per flauto, für Querflöte solo

### Werke für Violine
- Antitheton, für Violine und Klavier
- Petite suite pour le violon
- Nine pieces for solo-violin